# Arnovo selo
Arnovo selo – wieś w Słowenii, w gminie Brežice. W 2018 roku liczyła 302 mieszkańców.